# Terminal de Ómnibus de Monteros
La Terminal de Ómnibus “Vicente y Carmelo Tripolloni” es una terminal de ómnibus ubicada en la ciudad de Monteros, Provincia de Tucumán, Argentina. Esta se halla entre las calles Diego de Villarroel, Monteagudo y 4 de octubre de la mencionada localidad.

## Historia
Originalmente en el sitio de la actual terminal se encontraba la Estación Monteros del Ferrocarril Noroeste Argentino junto a su playa de maniobras. Esta fue inaugurada en 1889, siendo clausurada en 1978. En las áreas circundantes al predio de uso ferroviario se construyó un barrio de viviendas para los trabajadores del ferrocarril, llamado luego Monteros Viejo.
En 2004 la municipalidad de Monteros comenzó la construcción de la terminal de ómnibus para satisfacer las necesidades automotoras y de transporte de la ciudad. El 7 de agosto de 2008 el complejo de la terminal fue finalmente inaugurado en las adyacencias del Parque 28 de agosto.

## Descripción
La terminal posee 800 metros cuadrados, contando su edificio central con las plantas baja y alta. En la planta baja se encuentran 7 boleterías, 7 plataformas para ómnibus, 2 locales gastronómicos y playas de estacionamiento vehicular.